# Firbank (Cumbria)
Pour les articles homonymes, voir Firbank.
Firbank est un village et une paroisse civile du district de South Lakeland, Cumbria en Angleterre. Puisque la population de Firbank est inférieure à 100, les données de recensement incluent celles de la paroisse de Killington. En 1652, George Fox prêche à près de 1 000 personnes du mouvement quaker à la Fox's Pulpit.
La poétesse Catherine Grace Godwin (en) est enterrée à l'église St. John the Evangelist de Firbank.